# 长社之战
长社之战，东汉光和七年（184年）四月，黄巾之乱中，颍川郡（郡治阳翟县，今河南省禹州市）黄巾军在长社（今河南长葛东北）攻打东汉中郎将皇甫嵩的作战。
颍川黄巾軍在波才的领导下，大败朱儁，乘胜把皇甫嵩围困在长社。黄巾军声势浩大，守城官军仅数千人，不敢出战。波才率军数次进攻未克。当时是仲夏，黄巾军缺乏战斗经验，依草结营，皇甫嵩抓住战机，利用夜色掩护，派士兵潜入黄巾军后方，纵火烧营。皇甫嵩趁势鼓噪而出，黄巾军大乱败退。途中又被前来增援的骑都尉曹操堵裁，损失惨重。皇甫嵩、朱儁、曹操三路合军，乘胜追击，波才回师再战，又被击败，数万黄巾军战死。